# نمل الحدائق الأسود
نمل الحدائق الأسود (بالإنجليزية: Black garden ant)‏ وتعرف علمياً بـالمشعرة السوداء (الاسم العلمي: Lasius niger) فصيلة نمل موجودة في جميع أنحاء أوروبا وفي بعض مناطق أمريكا الشمالية وأمريكا الجنوبية وآسيا وأستراليا، تتبع جنس المشعرة من أسرة النملاوات.